# Disturbo da alimentazione incontrollata
Il disturbo da alimentazione incontrollata, noto nella letteratura scientifica in inglese come binge-eating disorder (BED), è un disturbo del comportamento alimentare (DCA) caratterizzato da episodi ricorrenti di ingestione rapida e compulsiva di eccessive quantità di cibo (almeno una volta a settimana per tre mesi) sempre accompagnati da una sensazione di perdita del controllo. A differenza della bulimia nervosa, però, le abbuffate in genere non sono seguite da comportamenti compensatori tipici della bulimia (sport, digiuno, vomito autoindotto) bensì da nuove abbuffate per placare il senso di colpa. Come per anoressia nervosa e bulimia nervosa, anche nel binge eating disorder può presentarsi un disturbo dell'immagine corporea.

## Sintomatologia
Gli individui affetti da tale disturbo presentano ricorrenti episodi di alimentazione incontrollata (non per forza eccedono con il cibo in modo costante), ovvero abbuffate che presentano almeno tre delle seguenti caratteristiche: 
- mangiare più velocemente del normale[5]
- mangiare grandi quantitativi di cibo anche se non ci si sente fisicamente affamati[5]
- mangiare fino a sentirsi dolorosamente pieni[5]
- mangiare da soli e di nascosto, per via della vergogna che si prova per quanto si sta mangiando[5]
- sentirsi disgustati di sé, depressi o molto in colpa dopo un'abbuffata[6][1]

Le abbuffate degli individui affetti dal disturbo di alimentazione incontrollata sono tipicamente caratterizzate dalla presenza di due elementi in contemporanea:
- il fatto di mangiare in un periodo definito di tempo una quantità di cibo nettamente maggiore di quello che la maggior parte delle persone mangerebbe in quel lasso di tempo e in quelle stesse circostanze;
- la sensazione di perdita di controllo durante l'episodio (incapacità di controllare cosa si mangia e quanto, e incapacità di fermarsi)[6]

L'abbuffata in genere non è seguita da comportamento compensatorio, quali l'epurazione (vomito autoindotto, abuso di lassativi, diuretici o clisteri), l'esercizio fisico eccessivo e/o il digiuno (come accade spesso ad esempio per la bulimia nervosa), bensì da nuove abbuffate per placare il senso di colpa.
Ciò porta coloro che soffrono di BED, nel corso del tempo, ad evolvere verso l'obesità, che può essere di grado variabile. Il 20-30% dei soggetti che richiedono un trattamento per l’obesità e il 5-8% degli obesi in genere soffre di un disturbo da alimentazione incontrollata.
I due disturbi del comportamento alimentare, alimentazione incontrollata e bulimia, hanno tuttavia numerose caratteristiche in comune, come il fatto che il paziente tendenzialmente sia cosciente della sua situazione, ma se ne vergogni moltissimo e la viva con preoccupazione sia relativa alla perdita di controllo che relativa alle conseguenze delle abbuffate sul peso corporeo e sulla salute.

## Cause
Non si può pensare di identificare una sola causa che spieghi l'insorgenza di un problema alimentare, è necessario considerare un insieme di fattori fisici, ambientali e di personalità.
I fattori di rischio sono gli stessi per tutti i disturbi del comportamento alimentare:
- la presenza di un membro della famiglia a dieta per un qualsiasi motivo
- critiche di familiari su alimentazione, peso o le forme corporee
- episodi di vita in cui si è stati presi in giro sull'alimentazione, il peso o le forme corporee
- obesità dei genitori
- obesità personale nell'infanzia
- frequentazione di ambienti che enfatizzano la magrezza (es. danza, moda, sport)
- disturbi della nutrizione e dell'alimentazione in famiglia

Esistono, inoltre, delle caratteristiche specifiche di personalità che si riscontrano nei pazienti affetti da disturbo dell’alimentazione. Questi aspetti di personalità vengono considerati come fattori di vulnerabilità individuale, ovvero fanno sì che coloro che ne sono portatori siano più esposti di altri a sviluppare un disturbo dell’alimentazione.
Una persona sarà tanto più a rischio se:
- ha uno scarso concetto di sé (bassa autostima);
- non ha fiducia in sé stessa;
- ha scarsa consapevolezza delle proprie emozioni;
- è eccessivamente perfezionista;
- tende ad estremizzare le cose, cioè “vede tutto bianco o tutto nero”;
- manifesta comportamenti impulsivi o ossessivi;
- tende ad attribuire importanza eccessiva al peso ed alla forma del proprio corpo.[2]

## Conseguenze

### Conseguenze fisiche
Il disturbo da alimentazione incontrollata può portare a complicazioni mediche vere e proprie, tendenzialmente dovute allo stato di obesità, come per esempio:
- ridotta aspettativa di vita
- diabete
- malattie cardiovascolari
- apnee notturne
- alcune tipologie di tumore
- dislipidemia
- colelitiasi
- Ipertensione arteriosa

Di solito i problemi legati al fisico richiedono la normalizzazione del peso e dell'alimentazione.

### Conseguenze psicologiche
I soggetti affetti da BED, dal punto di vista psicologico, sono tipicamente depresse o stressate a causa del proprio problema alimentare. Spesso questa sensazione si traduce in isolamento sociale, poiché essi si vergognano del proprio stile alimentare o della propria condizione di sovrappeso o obesità.

## Terapia
Come tutti i disturbi del comportamento alimentare, il BED necessita di un approccio multidisciplinare che preveda una collaborazione tra psichiatra, internista, dietologo e psicologo.  Si hanno quindi a disposizione diversi tipi di trattamento, ciascuno focalizzato su aspetti specifici del problema e su modalità peculiari di intervento.
Tuttavia, il disturbo da alimentazione incontrollata sembra rispondere meglio ai trattamenti sia rispetto all’anoressia nervosa che alla bulimia nervosa.

### Trattamento dimagrante convenzionale
Un trattamento dimagrante convenzionale ha efficacia a breve termine nel ridurre le abbuffate, ma la probabilità di ricaduta è estremamente alta, poiché non si va ad intervenire in alcun modo sui meccanismi disfunzionali che in primo luogo hanno generato il problema.

### Auto-aiuto con manuali
L’auto-aiuto con i manuali, si è riscontrato utile nelle forme più lievi.

### Psicoterapia
- La terapia cognitiva-comportamentale è il metodo maggiormente studiato e supportato dagli specialisti per la cura dei DCA; si pone come scopo quello di aiutare chi soffre di un disturbo dell’alimentazione a imparare a gestire il proprio sintomo, a sostituirlo con comportamenti più adeguati e soddisfacenti, e a identificare e modificare alcune modalità di pensiero problematiche che favoriscono il mantenimento della patologia alimentare. Il trattamento prevede tre fasi per una durata complessiva di almeno un anno.[1]
- La terapia ad orientamento sistemico-relazionale cerca di intervenire sul problema attraverso la modificazione delle relazioni familiari problematiche all’interno del nucleo familiare, e presuppone dunque che sia l'intera famiglia a sottoporsi al trattamento
- Il counselling dietetico-nutrizionale, attraverso il monitoraggio quotidiano dell’alimentazione mediante un diario alimentare dove la persona annota cosa ha mangiato durante il giorno, permette nei casi meno gravi di modificare le abitudini nutrizionali scorrette.[2]

Sia la terapia cognitivo-comportamentale che la psicoterapia interpersonale danno dei tassi di remissione ≥ 60%; il miglioramento solitamente è ben mantenuto nel lungo termine. Tali trattamenti non producono però una significativa perdita di peso nei pazienti obesi, se non abbinati anche ad uno specifico piano alimentare.

### Terapia farmacologica
- farmaci antidepressivi - come gli inibitori della ricaptazione della serotonina. Hanno un'efficacia a breve termine nell'eliminare le abbuffate, ma quella a lungo termine non è nota.
- lisdexamfetamina - approvata per il trattamento del disturbo da moderato a grave. Può ridurre il numero di giorni di abbuffata e sembra causare una lieve perdita di peso, ma la sua efficacia a lungo termine è sconosciuta.
- farmaci che sopprimono l'appetito (come per esempio il topiramato).
- farmaci dimagranti (come per esempio l'orlistat).[1]